# ماسیمو باتارا
ماسیمو باتارا (انگلیسی: Massimo Battara؛ زادهٔ ۳ مهٔ ۱۹۶۳) بازیکن فوتبال اهل ایتالیا است.
از باشگاه‌هایی که در آن بازی کرده‌است می‌توان به باشگاه فوتبال لچه، باشگاه فوتبال سالرنیتانا، باشگاه فوتبال بولونیا، باشگاه فوتبال سمپدوریا، باشگاه فوتبال ساسولو، و باشگاه فوتبال اسپال اشاره کرد.